# Nefrológia
A nefrológia a vese belgyógyászatának tudományága, míg az urológia – egyebek közt – a vese sebészeti megbetegedéseivel foglalkozik, és annak műtéti gyógyítását végzi.
A nefrológus elsősorban belgyógyász, másodsorban gyermekgyógyász, ez esetben szakmája a gyermek-nefrológia. A kutatók közül főleg az élettanászok, kórélettanászok, patológusok foglalkoznak a nefrológia elméleti alapkérdéseivel. 
A gyakorló nefrológus kiemelt helyen foglalkozik a veseelégtelenség (end stage renal disease) ellátásával (hemodialízis vagy „művese-kezelés” és/vagy hasűri dialízis: continuously ambulatory peritoneal dialysis), veseátültetéssel. Ez utóbbi területen a nefrológus előkészíti a donációt, felkészíti az akceptort, magát a veseátültetést a transzplantációs sebész szakember végzi.